# Broumova Lhota
Broumova Lhota (německy Braum Lhota) je vesnice, část obce Krásná Hora v okrese Havlíčkův Brod. Nachází se asi 3 km na severozápad od Krásné Hory. V roce 2009 zde bylo evidováno 95 adres. V roce 2001 zde trvale žilo 86 obyvatel.
Broumova Lhota je také název katastrálního území o rozloze 3,09 km2.
Ve vesnici Broumova Lhota byl v průběhu roku 2011 natočen celovečerní film Signál.

## Název
V letech 1869–1879 nesla vesnice název Brounová Lhota, v roce 1880 Braunova Lhota a v letech 1900–1910 Broumová Lhota.

## Historie
První písemná zmínka o obci pochází z roku 1307. V letech 1869–1920 patřila jako osada pod Novou Ves u Světlé, v letech 1921–1980 byla samostatnou obcí, od 1. července 1980 je místní částí obce Krásná Hora.

## Pamětihodnosti
- Kříž
- Venkovská usedlost čp. 14

## Osobnosti
- Antonín Knot (1911–1944), voják, bojoval ve Španělské občanské válce a v druhé světové válce